# كبة مقلية

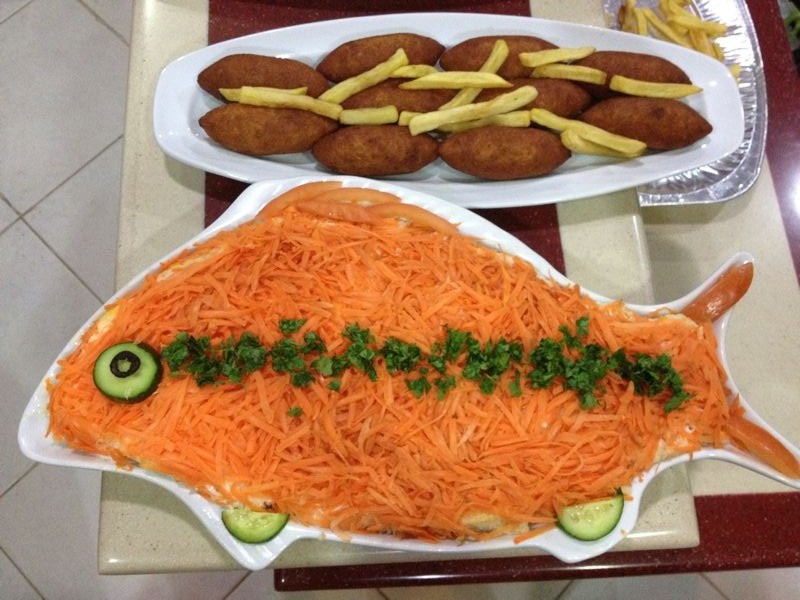
طبق كبة مقلية، وأخر طبق سلطة الجزر.

الكبة المقلية نوع من أنواع الكبة، وتصنع من عجينة الكبة (البرغل مع لحم الضأن) و تسمى أحياناً كبة دراويش و شكل الدرويش عبارة عن اسطوانة مفرغة مسددودة من الطرفين و تحشى باللحم و اللوز، وأحياناً يضاف بعض الرمان الحامض لها و تقلى بالزيت الذي يغمرها و أحيانا يترك درويش واحد فقط بلا حشوة اللحم.

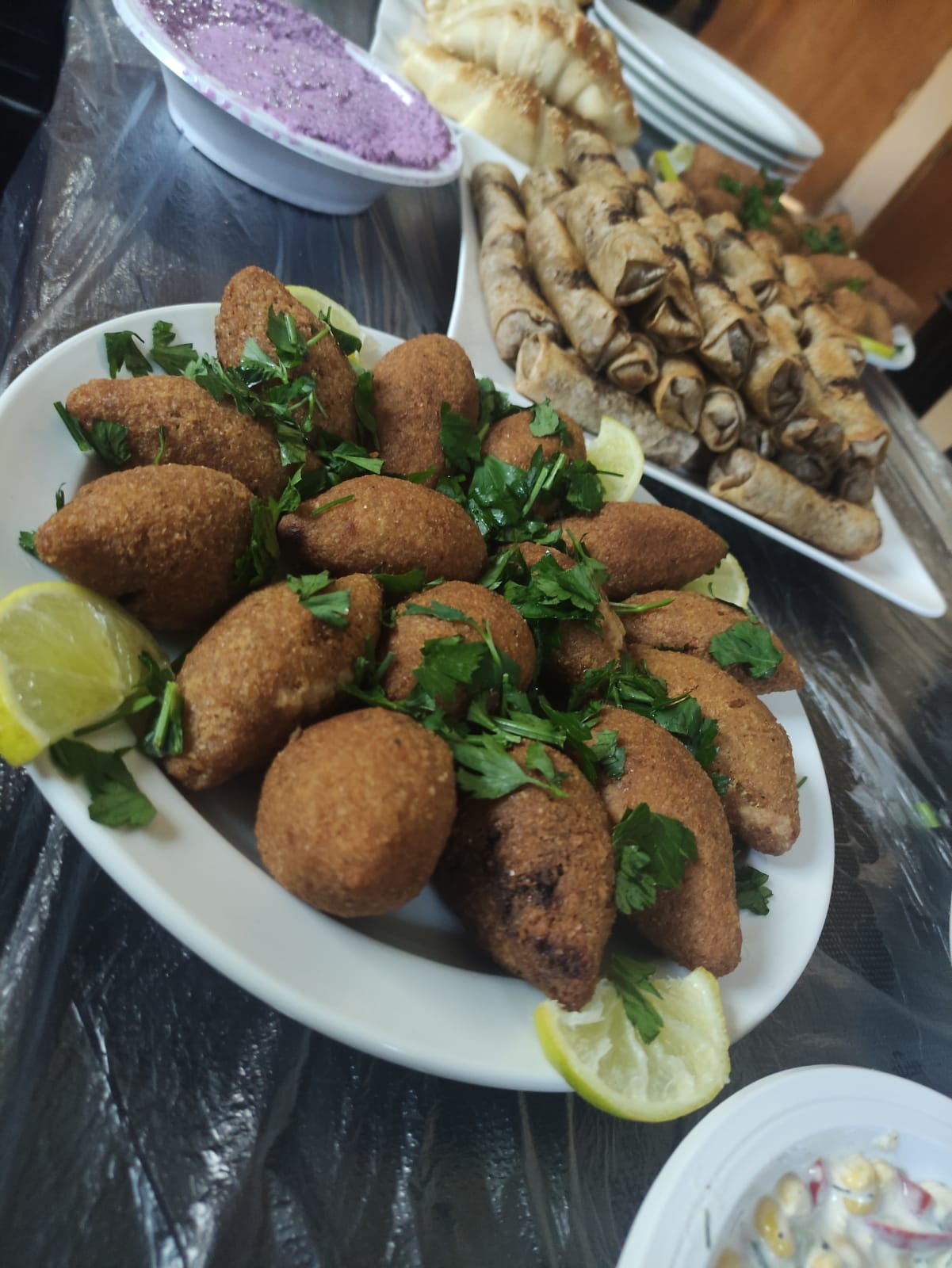
كبة مقلية على الطريقة الفلسطينية